# Учебный центр ракетно-космической техники ЮУрГУ
Учебный центр ракетно-космической техники ЮУрГУ (или Учебный центр РКТ ЮУрГУ, Учебный центр ракетно-космической техники ЮУрГУ имени академика В. П. Макеева, или Музей ракетно-космической техники) — музей в Челябинске, на базе аэрокосмического факультета Южно-Уральского государственного университета. Создан в 1971 году. В собрании музея — ракеты, их отдельные узлы и агрегаты. Некоторые коллекции экспонатов является уникальными.

## История, экспозиция, структура
В 1955 год в Челябинском политехническом институте (ЧПИ) было открыто новое направление обучения — подготовка специалистов в области ракетной техники. Тогда же в ЧПИ были привезены фрагменты немецких ракет ФАУ-1 и ФАУ-2, советские Р-1, Р-2, Р-5М, снаряды реактивной артиллерии, зенитные ракеты, жидкостные ракетные двигатели.
В феврале 1971 года в ЧПИ, на факультете «Двигатели, приборы и автоматы» была создана «Лаборатория 100». В ней в учебных целях демонстрировались ракеты, их отдельные узлы и агрегаты. Среди них — образцы ракетной техники, созданные в Конструкторском бюро машиностроения (Миасс).
С 1994 года «Лаборатория 100» была преобразована в Учебный центр ракетно-космической техники ЮУрГУ.
В июне 1999 года, войдя в региональное отделение Ассоциации музеев космонавтики России, Учебный центр стал музеем.
Учебный центр РКТ ЮУрГУ является уникальным в России по подбору экспонатов. Он — единственный, где собран полный комплект баллистических ракет для подводных лодок, созданный под руководством академика В. П. Макеева (Государственного ракетного центра (Миасс): от Р-17 до Р-39 и Р-29РМ, представляющие три поколения ракетных комплексов.
В коллекции музея — ракеты различного назначения, ракетные двигатели и двигательные установки космических аппаратов, созданные в широком ряде советских и российских КБ: А. Я. Березняка, П. Д. Грушина, С. П. Королёва, Л. В. Люльева, В. Н. Челомея, М. К. Янгеля, ракетные двигатели и двигательные установки КБ В. П. Глушко, А. М. Исаева, И. И. Картукова, С. А. Косберга, Н. Д. Кузнецова и других. Там же — бортовая аппаратура и приборы систем управления, разработанные в НИИ В. П. Арефьева, А. С. Мнацаканяна, Н. А. Пилюгина, Н. А. Семихатова.
Коллекции собирались при помощи министерства общего машиностроения, главного ракетно-артиллерийского управления Министерства обороны, управления ракетно-артиллерийского вооружения ВМФ.
Многочисленные экспонаты были изготовлены на предприятиях Челябинской области и других уральских регионов.
В учебных целях в музее созданы стенды по конструкции ракетных двигателей и отсеков ракет, подобраны образцы аппаратуры систем управления, агрегатов ракетной техники.
В Учебном центре РКТ проводятся стажировки специалистов, лекции и практические занятия для студентов и аспирантов специальностей «ракетного» профиля, консультации для ракетомоделистов по конструкции и истории развития ракетно-космич. техники, организованные экскурсии для старшеклассников.
Перед началом занятий в музее необходимо пройти специальную проверку и доступ для работы с секретными материалами.
В состав Учебного центра РКТ входят лаборатория конструкций ракетно-космической техники, лаборатория систем управления, лаборатория наземного оборудования, кабинет технической документации.
С 1973 года «Лабораторией 100» (Учебным центром РКТ ЮУрГУ) руководит А. А. Шмаков (по информации на сентябрь 2021 года).